# Nota tipografica

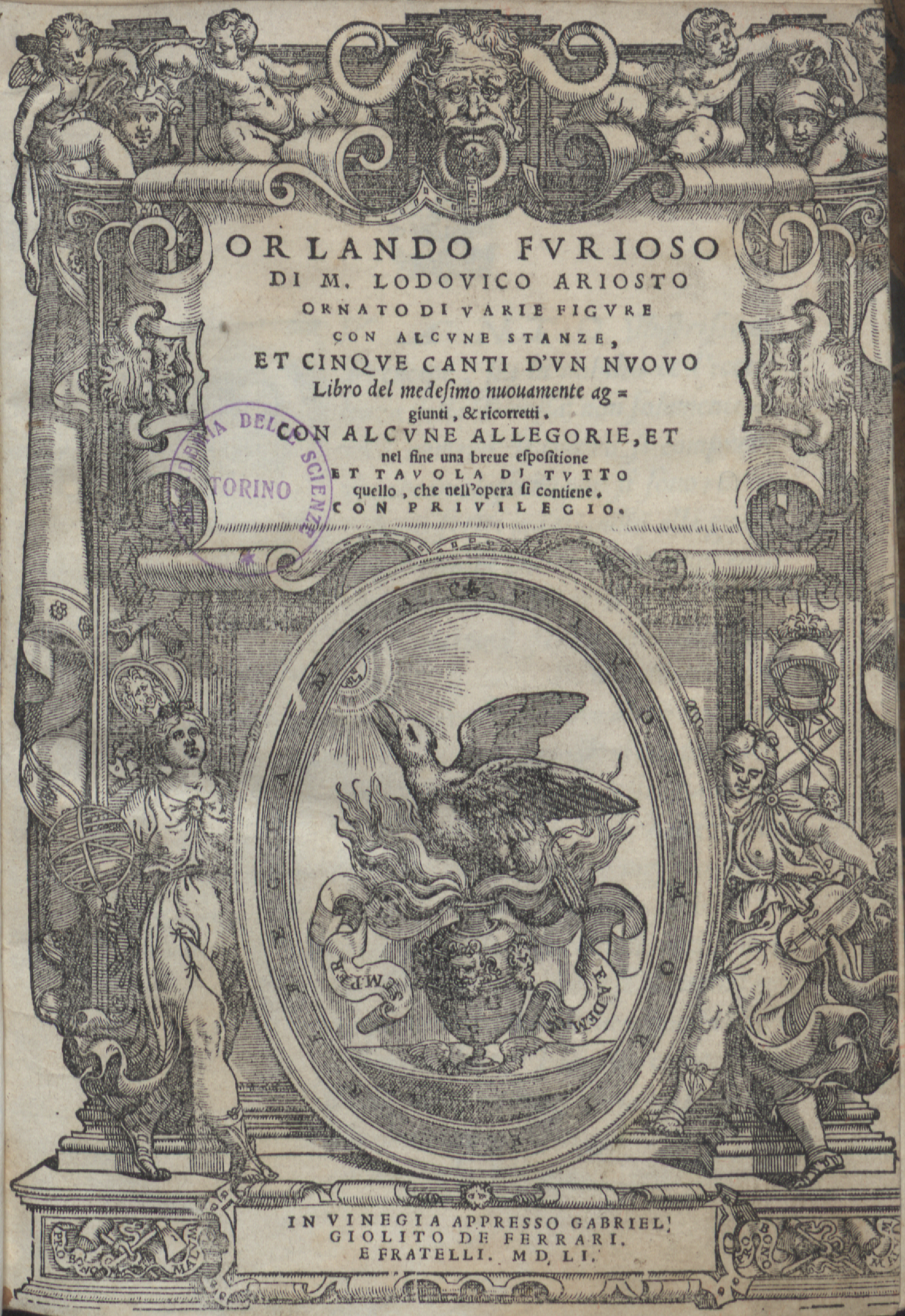
Frontespizio xilografico cinquecentesco con una casella riservata alle note tipografiche al fondo della pagina

La nota tipografica  contiene le indicazioni relative a luogo di pubblicazione, editore e data di pubblicazione di uno stampato (libro, opuscolo, rivista, manifesto, ecc.). In un libro, le note tipografiche possono trovarsi sul frontespizio, al suo verso o al colophon. 
Nella citazione bibliografica le note tipografiche vanno riportate dopo l'autore e il titolo, in quest'ordine: luogo, editore, data. 

## Storia
I primi libri all’epoca dell'invenzione della stampa a caratteri mobili a metà del XV secolo erano molto differenti da come si sono sviluppati in epoca contemporanea: gli incunaboli infatti si differenziano poco dai manoscritti, sia per come venivano organizzati il testo e l’apparato iconografico, sia perché non presentano ancora un frontespizio ma recano le indicazioni di stampa quali il nome dell'editore o tipografo, il luogo e la data di pubblicazione alla fine del testo, in quello che è chiamato colophon (latino colǒphon, dal greco κολοφών che significa "sommità", "cima" oppure "finitura").

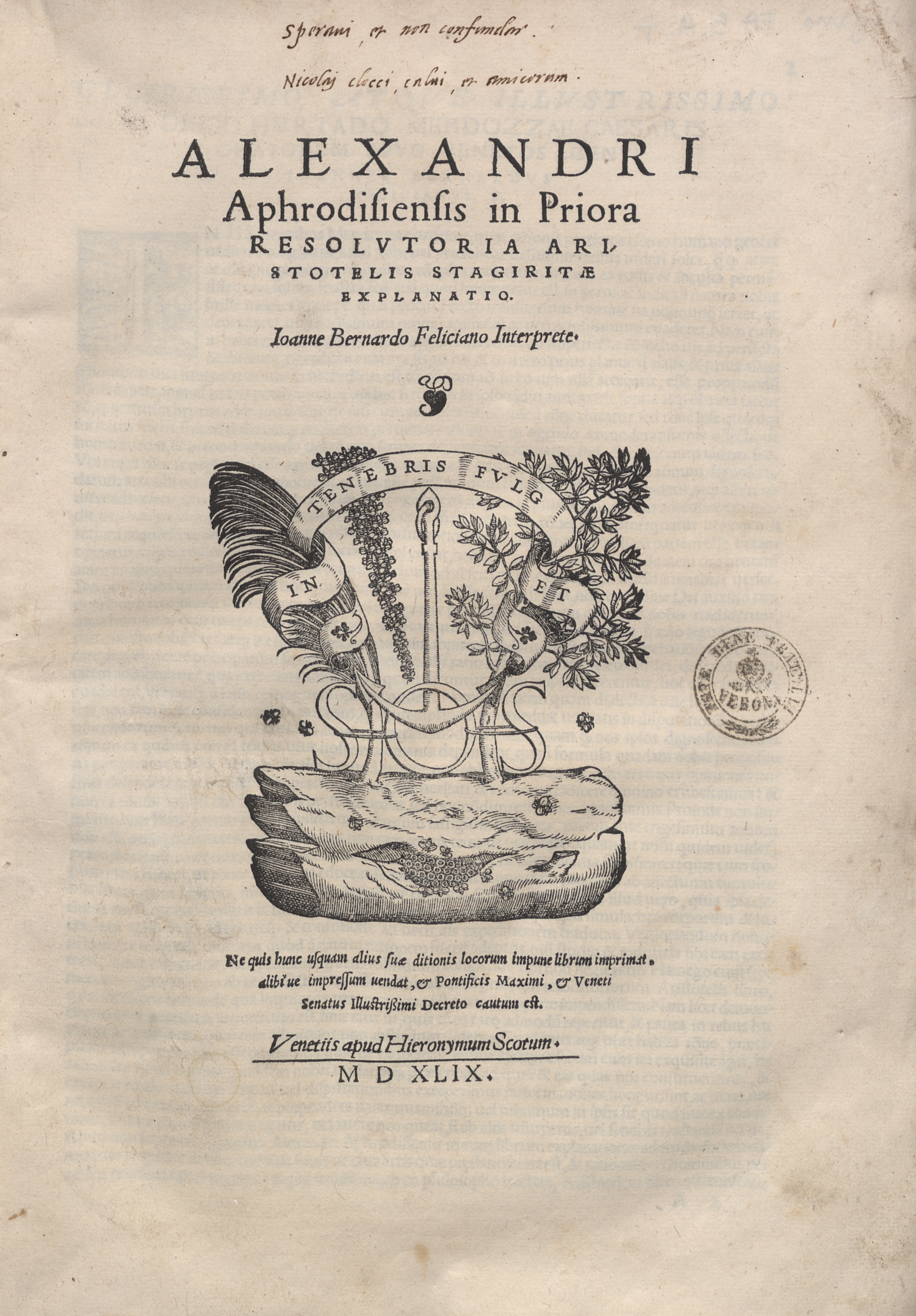
Frontespizio cinquecentesco in cui sono già presenti tutte le caratteristiche moderne

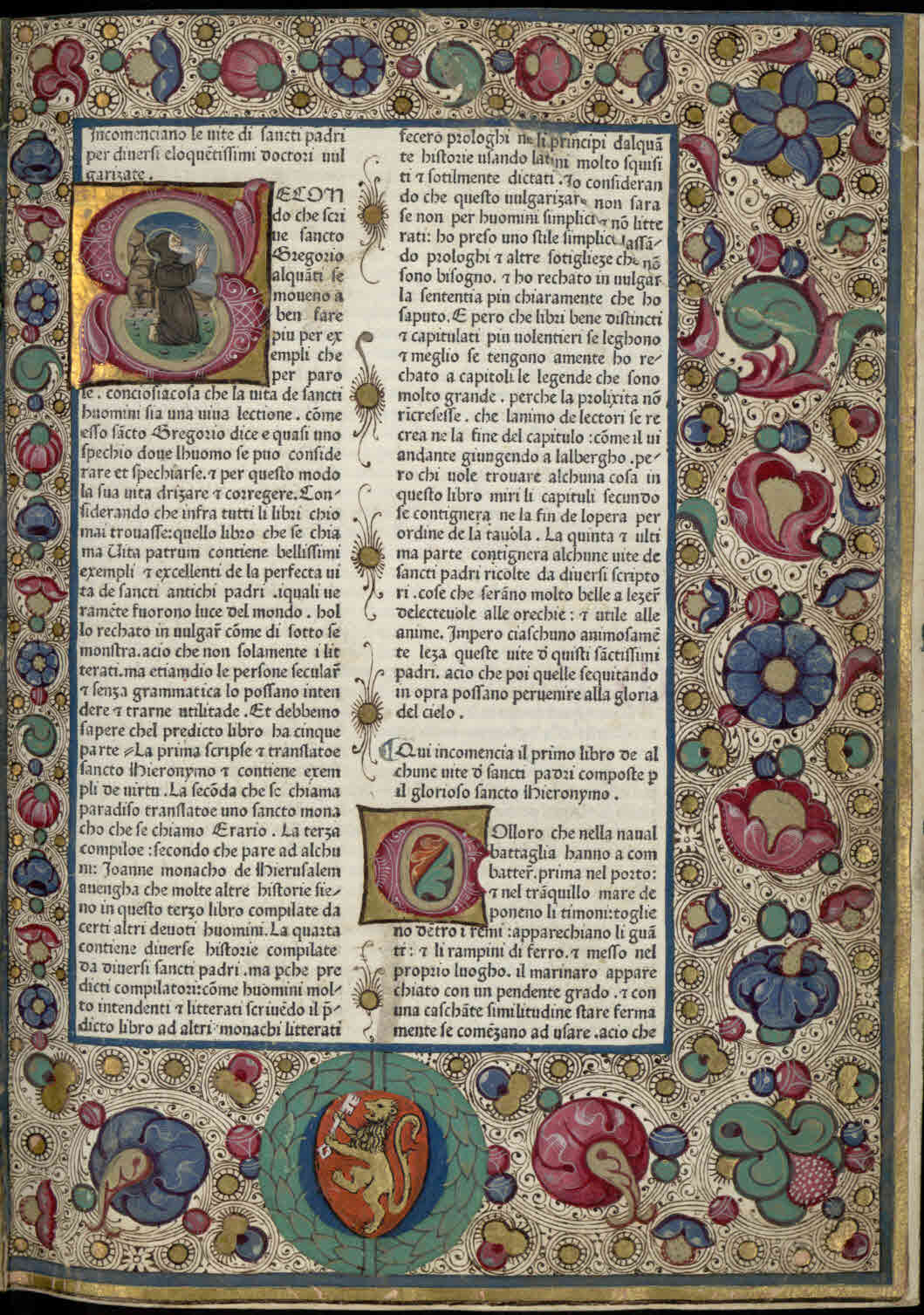
Incipit miniato di un incunabolo ancora privo di frontespizio (e di note tipografiche)

Con l’affermazione dei libri a stampa nel panorama culturale ed economico europeo anche i prodotti editoriali cominciano ad assumere l’aspetto contemporaneo. Intorno al Cinquecento infatti i testi cominciano a essere preceduti da una pagina che ne identifica il contenuto, talvolta impreziosita da decorazioni xilografiche. 
Con il passare del tempo le informazioni relative alla stampa del volume si spostano così dal fondo dell’opera all’inizio, andando a costituire il moderno frontespizio.